# Kamp Poeroektjahoe
Kamp Poeroektjahoe in de plaats Puruk Cahu (in de huidige provincie Midden-Kalimantan) was een interneringskamp aan het einde van de Japanse bezetting van Nederlands-Indië. Het kamp bevond zich op een KNIL-kampement en huisvestte krijgsgevangenen en burgers.
Poeroektjahoe lag aan de bovenloop van de Barito rivier, in de binnenlanden van Borneo, op ongeveer 300 km ten westen van Samarinda en ongeveer 500 km ten  noorden van Banjarmasin. 
Eind juli 1945 werd een groep van 347 krijgsgevangenen van Banjarmasin naar Poeroektjaoe getransporteerd. Begin augustus werden ook gevangenen van het mannenkamp Kandangan naar het nog dieper in het binnenland gelegen Kamp Poeroektjaoe overgebracht. De krijgsgevangenen en die uit kamp Kandangan bevonden zich in aparte barakken.
Na de Japanse capitulatie werden de bewoners van het burgermannenkamp op 2 september door de Japanners naar het vrouwenkamp Kandangan getransporteerd. Drie weken later werden ze naar Banjarmasin gebracht. Op 19 september 1945 begon het transport van de 325 overlevende krijgsgevangenen naar Banjarmasin of Balikpapan. 